# 久能千明
久能 千明（くのう ちあき、6月27日 - 、B型）は、日本の小説家。新潟県出身。

1993年『陸王 リ・インカーネーション』（桜桃書房）でデビュー。主にBL作品を手掛ける。
代表作は、『青の軌跡シリーズ』（桜桃書房、幻冬舎コミックス）

## 作品
シリーズ
- 青の軌跡シリーズ（1995年〜桜桃書房、2003年〜幻冬舎コミックス）
  - 『青の軌跡』 上、下巻
  - 『カタルシス・スペル』
  - 『クリスタル・クラウン』 上、下巻
  - 『バロック・パール』
  - 『ペルソナ ノングラータ』
  - 『ファントム ペイン』
  - 『タイトロープダンサー』 STAGE.1〜5
  - 番外編『カデンツァ』 1〜7（完結）
- 月の砂漠シリーズ（1997年〜ムービック、2004年〜フロンティアワークス）
  - 『月の砂漠殺人事件』 上、下巻
  - 『誰もわるくない』
  - 『聞きたい言葉が ある』 上、下巻
  - 『キイワードは雨』
- グレイ・ゾーンシリーズ（角川書店）
  - 『グレイ・ゾーン』
  - 『ボーダー・ライン』
  - 『ターニング・ポイント』

単発
- 『陸王 リ・インカーネーション』（桜桃書房）
- 『風と杜神』（桜桃書房）
- 『狂詩曲は憂鬱の中に―俺たちのラプソディ・イン・ブルー』（桜桃書房）
- 『野良猫』（光風社出版）
- 『アサガオ畑でつかまえて』（角川書店）
- 『夜来香』（光風社出版）
- 『フェイク・ダイヤ』（角川書店）
- 『イノセント〜夜に棲む鳥〜』（フロンティアワークス）

合同
- 『夏の破片 ボーイズ・メモリアル』（角川書店／著者：久能千明、ひちわゆか、鹿住槇、白城るた）

ドラマCD他
- インターコミュニケーションズ
  - 青の軌跡（1998年／2枚組）
  - 青の軌跡 カタルシス・スペル〜解放の呪文〜（1998年）
  - 青の軌跡 クリスタル・クラウン（1999年／2枚組）
  - 青の軌跡 バロック・パール（2001年／2枚組）
  - 青の軌跡 ペルソナ ノングラータ（2001年／2枚組）
  - 青の軌跡 ファントム ペイン（2004年／2枚組）
  - グレイ・ゾーン（2004年／2枚組）
  - ボーダー・ラインI、II、III（2005年）
  - 幻冬舎 秋のリンクスロマンスフェア2005（非売品）[2]
  - CD版ラジオカレイドスコープeye's（2001年）[3]
- ムービック
  - 月の砂漠殺人事件（2002年／2枚組）